# El Nido (Filipinas)

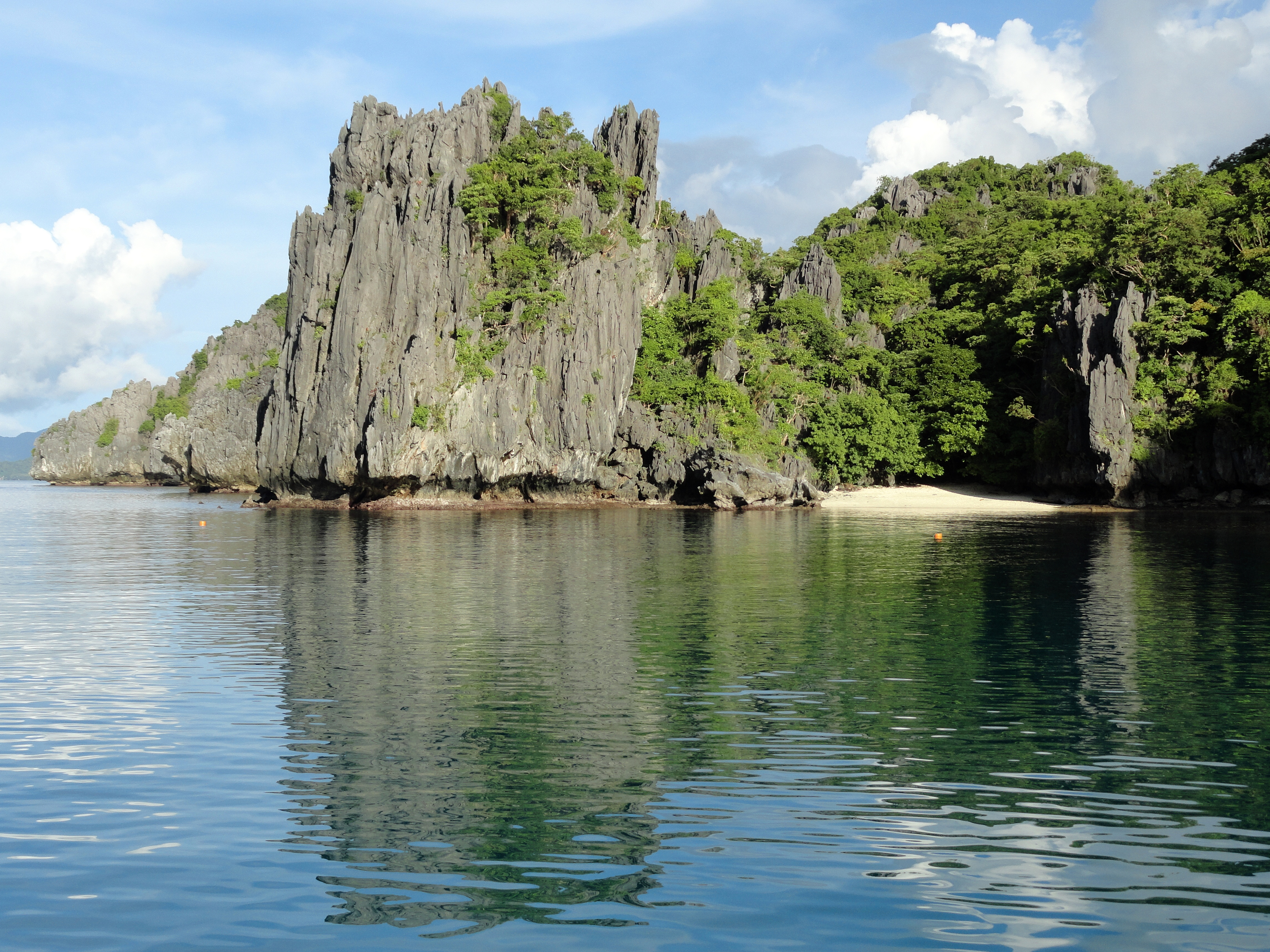
Big Lagoon

El Nido es un municipio (en tagalo, bayan; en cuyono, banwa) de primera categoría situado en la provincia de Palawan, en Mimaropa (Región IV-B), Filipinas. Según el censo de 2020, tiene una población de 50 494 habitantes.
Su nombre deriva de los nidos comestibles de la salangana, muy común en la zona.

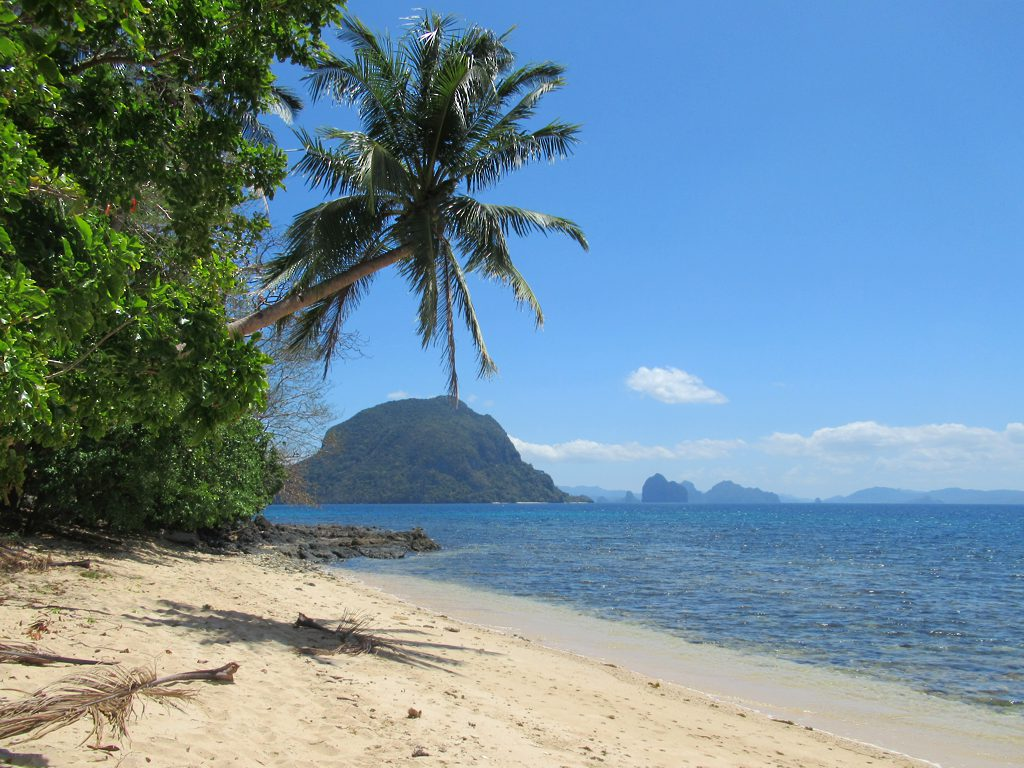
Playa Paradise

## Geografía
El municipio de El Nido se encuentra 238 kilómetros al noreste de Puerto Princesa, capital provincial.
Su término ocupa el extremo norte de la isla Palawan. Limita al norte con el estrecho de Linacapán; al este con el mar de Joló, y al oeste con el mar de la China Meridional.

## Economía
Las industrias principales de El Nido son la pesca, la agricultura y el turismo. La recolección de nidos comestibles también es una actividad económica, aunque es estacional.

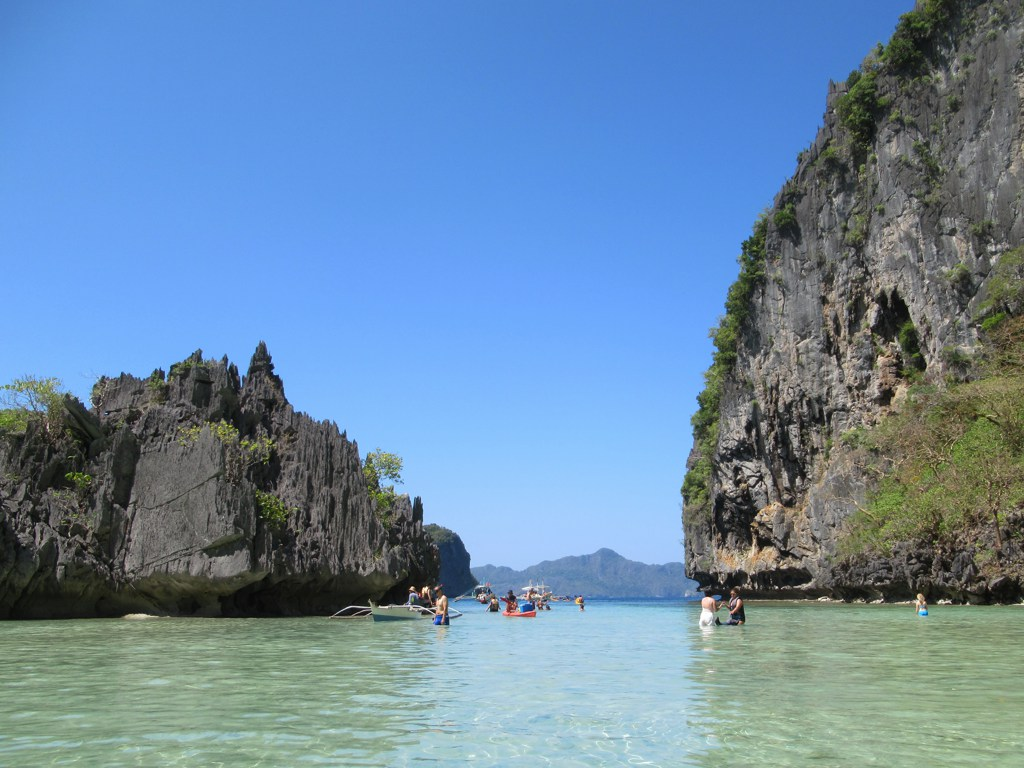
Laguna Cadlao

## Gobierno
El municipio de El Nido se divide, a los efectos administrativos, en 18 barangayes o barrios, conforme a la siguiente relación:
| - Bagong-Bayán - Buena Suerte (2.ª Zona) - Barotuán - Bebeladán | - Corong-Corong (4ª Zona) - Otón, oficialmente Mabini. - Manlag | - Masagana (3.ª Zona) - Nueva Ibajay (New Ibajay) - Pasadeña - Maligaya (1.ª Zona) | - San Fernando - Sibaltán - Teniguibán - Villa Libertad | - Villa Paz - Bucana - Aberaguán (Aberawan) |

## Historia
Durante la colonización española la zona formaba parte de la provincia de Calamianes, una de las de las 35 provincias de la división política del archipiélago filipino, en la parte llamada de Visayas. Pertenecía a la audiencia territorial y Capitanía General de Filipinas, y en lo espiritual a la diócesis de Cebú.
Posteriormente forma parte de la provincia de Castilla, con Taytay como su capital. 
Este municipio fue creado en 1916, cuando la zona se separa de Taytay y toma el nombre de Bacuit.
El 17 de junio de 1954 el municipio de Bacuit cambia su denominación por la de El Nido.
En 1957 se crearon los siguientes barrios:
- Villa Paz, comprendiendo los sitios de Nueva Igabas, Candolay, Malapaho, Mabeñgeten, Dewel, Nalbekan y Lapia.
- Bebeladán, comprendiendo los sitios de Mainlong, Bolabod, Balete, Culiong, Codongnon, Vigan, Pagawanen, Langeblangeban, Talulap, Bocboc, Miadiao, Avirawan, Pita, Deboluan, Balay-Bacaco, Kiminawit, Pamontonan, Simpian, Binabanan, Tegas y Pinacpanacan.
- Bagong-Bayán, comprendiendo los sitios de Manogtog, Cadleman, Pinagtual, Omao, Nami, Tebey, Bato, Tuñgay, Cataaban y Lomocob.
- Pasadeña, comprendiendo los sitios de Lamoro, Cagbatang, Bulalacao, Pinañganteñgan, Quinawañgan, Nagbaclao, Colantod, Loblob y de Badiang.
- Sibaltán, comprendiendo los sitios de Turatod, Buluang, Santa Mónica, Senodioc, Laolao, Caboñgan, Tapic, Panian, Guitan, Loro y Nagcalasag.
- Barotuán, comprendiendo los sitios de Taberna, Locaroc, Nagpan, Yocoton, Calitang, Wawa, Makinit, Canoling, Mabañgaon y Mapeldeten.
- San Fernando, comprendiendo los sitios de Panian, Madorianen, Dipnay, Maubog, Guenleng, Palabuayan, Parañgaycayan, San Pablo y Olac-Olacan.
- Villa Libertad, comprendiendo los sitios de Calelenday, Taolili, Boloc, Inigtan, Mepague, Matolatolaon, Dao, Batbat, Madacotdacot, Nasigdan, Semenled, Bancalen y Cagbanaba.[7]

El 22 de junio de 1957, el barrio de Otón pasó a llamarse Mabini.

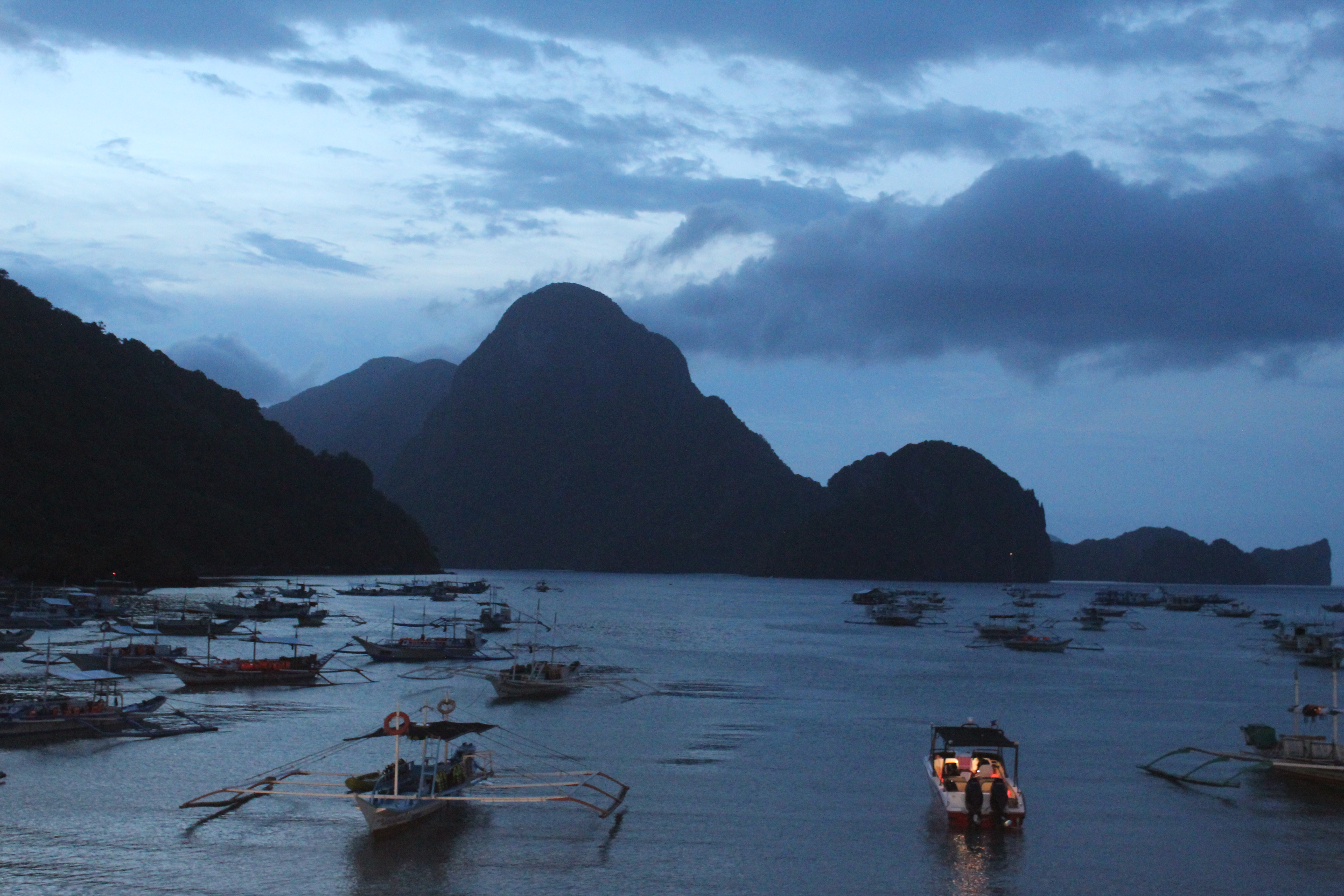
Terminal de Ferry El Nido

## Patrimonio
- Iglesia parroquial católica bajo la advocación de San Francisco de Asís y de Santa Potenciana, en el barrio de Sibaltán. Forma parte del Distrito 2 de la Vicaría Apostólica de Taytay, sufragánea de la Arquidiócesis de Lipá.[9]